# کلوفنامید
کلوفنامید (انگلیسی: Clofenamide) یک داروی دیورتیک سولفونامید است.